# Urdu

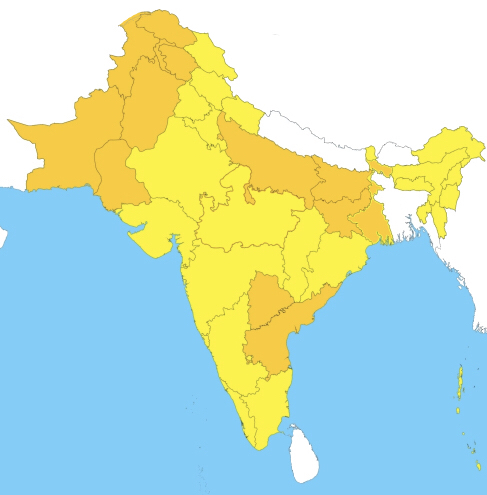

Urdu (anhörenⓘ) (persisch: اردو DMG urdū; kurz für زبان اردو معلہ DMG zabān-i urdū-yi muʿalla, deutsch ‚Sprache des königlichen Heerlagers‘) ist eine indoarische Sprache und gehört zum indoiranischen Zweig der indogermanischen Sprachfamilie. Die Bezeichnung „Urdu“, tschagataiisch für „Armeelager“, tauchte erstmals im Jahr 1780 in den Gedichten von Ghulam Hamdani Mushafi auf. Ältere und heute weniger gebräuchliche indigene Namen waren لشکری Laschkarī, abgekürzt von لشکری زبان laschkarī zubān, deutsch ‚Armeesprache‘, کھڑی بولی kharī bolī, deutsch ‚stehende / etablierte Sprache‘ oder einfach ہندوی Hindavī, deutsch ‚indisch‘.

## Verbreitung
Urdu ist Nationalsprache sowie Amtssprache in Pakistan und einigen indischen Bundesstaaten mit hohem muslimischen Bevölkerungsanteil. In Pakistan sprechen es nur etwa 7 % als Muttersprache, also ca. 14 Mio. Einwohner. Diese sind Nachkommen von aus Indien zugewanderten Muslimen, sogenannte Muhadschirs. Jedoch dient Urdu neben Englisch in zunehmendem Maße als Verkehrssprache zwischen den einzelnen Regionalsprachen, ist in den Medien stark vertreten und an allen Schulen Pflichtfach. Dadurch spricht die Mehrheit der Pakistaner Urdu als Zweit- oder Drittsprache.
In Indien ist es eine der 22 offiziell anerkannten Verfassungssprachen und wird vor allem in den Regionen Delhi, Telangana, Uttar Pradesh, Uttarakhand gesprochen. In Afghanistan spricht der Großteil der Bevölkerung aufgrund der großen Beliebtheit von indischen und pakistanischen Filmen Urdu, außerdem sind mehrere Millionen Kriegsflüchtlinge, die jahrelang in Pakistan gelebt und dort Urdu gelernt hatten, in ihre afghanische Heimat zurückgekehrt. Urdu wird auch in Afghanistan in Gedichten verwendet und in afghanischen Schulen als Fremdsprache unterrichtet. In Ostpakistan, jetzt Bangladesch, war Urdu die Amtssprache neben Bengali. Da die Bevölkerung sich mit Urdu als Sprache nicht identifizieren wollte, siegte der „Anti-Urdu-Protest“ in Dhaka, der 1971 zur Unabhängigkeit des Landes führte. Urdu wird als Schulfach in Bangladesch angeboten. Außerdem spricht eine Minderheit ehemaliger Flüchtlinge aus Bihar, die im Zug der Teilung Indiens ins damalige Ostpakistan gezogen sind, Urdu als Muttersprache in Bangladesch.
In Großbritannien spricht ein großer Teil der 1,2 Millionen Britisch-Pakistaner Urdu und darüber hinaus die meisten der etwa 900 000 indischstämmigen Muslime. Durch die Migration aus Pakistan und Indien ist Urdu außerdem eine der meistgesprochenen Sprachen in den Vereinigten Arabischen Emiraten.
Weltweit gibt es etwa 95 Millionen muttersprachliche Urdu-Sprecher, mit Zweitsprachlern erhöht sich die Zahl auf bis zu 250 Millionen. Die Schätzung der Zweitsprachler ist schwierig, da Urdu und Hindi auf einem einfachen alltagssprachlichen Niveau fast identisch sind und die 370 Millionen Hindi-Muttersprachler auf diesem einfachen Niveau Urdu verstehen, ohne es lernen zu müssen. In Pakistan ist die Zahl der Zweitsprecher schwer einzuschätzen, da die Alphabetisierungsrate erst 56,4 % beträgt und keine Zahlen vorliegen, welche von diesen Urdu ausreichend beherrschen.
Der Begriff „Urdu“ ist turksprachiger Herkunft und verwandt mit türkisch „Ordu“ („Armee“).

## Entstehung

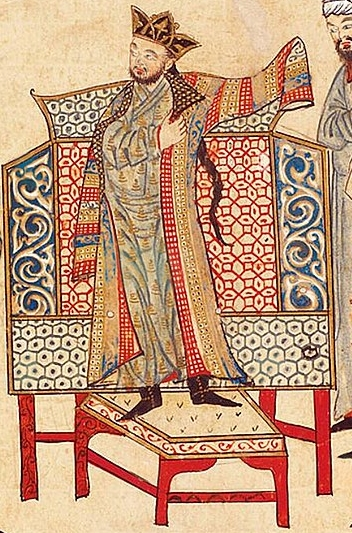
Mahmud von Ghazni eroberte Lahore in den 1020er Jahren. Dies führte zur Entstehung einer Sprache aus den Dialekten Nordwestindiens mit Fremdwörtern seiner Armee.

Historikern zufolge tauchten die Sprachnamen "Urdu" Jahrhunderte später in der Region Punjab auf, und im Laufe der Jahrhunderte entwickelte sich Urdu zur Bildungssprache zur Zeit des Sultanat von Delhi und des Mogulreichs auf dem südasiatischen Subkontinent (heute: Pakistan, Indien, Nepal, Bangladesch, Malediven, Sri Lanka und Teile Afghanistans) als perso-arabischer Schriftstil der Standardsprache des Hindustani-Dialektkontinuums. Schwerpunkt der Entwicklung war die Herrschaft Akbars (1556–1605), in dessen riesigen Wanderhöfen und -feldlagern (bis zu 70 km Umfang) sich ein Vielvölkergemisch aus Persern (Persisch war in der Mogulzeit 300 Jahre lang Amtssprache in Nordindien), Nordindern (Panjabi, Hindi), Türken (Tschagataische Sprache) etc. bewegte.

## Politische Folgen der Einführung als Amtssprache in Pakistan
Die Entscheidung der pakistanischen Regierung, Urdu als alleinige Amtssprache zu verwenden, führte zu Widerstand im damaligen Ostpakistan (dem heutigen Bangladesch), wo fast ausschließlich Bengalisch gesprochen wurde bzw. wird, und zum Entstehen der oppositionellen Bengalischen Sprachbewegung. Am 21. Februar 1952 forderte eine Anti-Urdu-Demonstration in Dhaka mehrere Menschenleben, als die Polizei in die Menge feuerte. Der 21. Februar wurde später durch die UNESCO zum Internationalen Tag der Muttersprache erklärt.

## Verhältnis zwischen Urdu und Hindi, Schrift

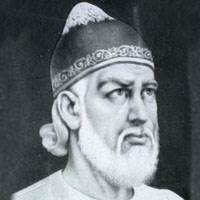
Der Dichter Ghulam Hamdani „Mus’hafi“ verwendete um 1780 wahrscheinlich als erster den Namen „Urdu“.

Urdu und Hindi sind Soziolekte bzw. Situolekte (formelle oder informelle Ausdrucksweise) ein und derselben Sprache, des Hindustani, das sich in Nordindien seit dem 13. Jahrhundert in einem Jahrhunderte dauernden komplexen Prozess aus Elementen einheimischer Prakritsprachen sowie einem persischen, zum Teil auch arabischen und tschagataisch-türkischen Superstrat entwickelt hat.
Seit dem 19. Jahrhundert setzte ein sekundärer Differenzierungsprozess ein, in dessen Verlauf die gesellschaftlichen Eliten situationsbezogen auf Sanskrit bzw. Persisch-Vokabeln zurückgriffen. Infolge der staatlichen Teilung Britisch-Indiens in Indien und Pakistan (1947) setzte sich diese Differenzierung in verstärkter Form fort, sodass Urdu und Hindi aus ethno-politischer Sicht als unabhängige Ausbausprachen anzusehen sind.
Hindi wird in Devanagari-Schrift und von links nach rechts geschrieben, Urdu in arabisch-persischer Schrift (bevorzugt im Nastaʿlīq-Duktus) von rechts nach links.
Traditionell gilt Urdu als die „gehobenere“ der beiden Sprachen und wird auch als „Sprache der Dichtkunst“ bezeichnet. (Zu den Unterschieden zwischen Hindi und Urdu siehe Hindustani.) Bei Unterhaltungen des täglichen Lebens verursachen die Unterschiede auch heute keine bedeutsamen Verständigungsprobleme, nicht zuletzt deshalb, weil auch Hindisprecher im Alltagsgebrauch häufig Wörter persischen oder arabischen Ursprungs den aus dem Sanskrit übernommenen Neologismen vorziehen.

## Vokabular
Urdu enthält einen großen Anteil an Lehnwörtern aus dem Persischen, Arabischen und Portugiesischen. Aus dem Portugiesischen stammen z. B. die Wörter cabi (von chave „Schlüssel“), girja (von igreja „Kirche“), kamra (von cámara „Kammer“), almari (von armario „Schrank“), sabun (von sabão „Seife“), balti (von balde „Eimer“), qamīz (von camisa „Hemd“), mez (von mesa „Tisch“).
Im Laufe der Zeit hat Urdu weiterhin Lehnwörter aus dem Türkischen und Englischen aufgenommen.

## Alphabet
Urdu verwendet eine Variante des persischen Alphabets, das wiederum eine Variante des arabischen Alphabets ist. Sie enthält sechs zusätzliche Buchstaben, die im persischen Alphabet nicht vorkommen: drei Buchstaben für retroflexe Laute (ٹ ڈ ڑ), das Zeichen für Aspiration „Dō-tschaschmī Hē“ (ھ), das Zeichen für Nasalvokale „Nun-e ghunna“ (ں), und das lange E („Baṛī ye“, ے). Letzteres muss aus Gründen der Grammatik unbedingt von einem langen i unterschieden werden, was mit den Buchstaben des Persischen Alphabets allein nicht möglich ist.
Wie auch im persischen Alphabet haben einige Buchstaben gleiche Aussprachen. Das kommt daher, dass ihre Aussprache im Arabischen unterschiedlich ist, aber dieser Lautunterschied im Persischen und dann auch im Urdu nicht reproduzierbar war. So stand der Buchstabe ث für den Laut θ (englisches Th), wurde aber im Persischen früh zu S, und als S ins Urdu importiert.
Für die Transliteration sind zwei Systeme gängig, je nachdem, ob ein Orientalist die Umschrift des arabischen Alphabets nach DIN 31635 darauf anwendet oder ein Indologe die Laute indischer Sprachen nach der ihm gewohnten Norm ISO 15919 damit beschreibt.
| Alphabet | Name         | Deutsches Äquivalent                                      | Aussprache in IPA        | Orientalistische Transliteration nach DIN 31635 | Indologische Transliteration nach ISO 15919    |
| -------- | ------------ | --------------------------------------------------------- | ------------------------ | ----------------------------------------------- | ---------------------------------------------- |
| ا        | ālif         | a, am Wortanfang auch i und u                             | [ə, ɑ]                   | ā, am Wortanfang: a, i, u (je nach Aussprache)  | ā, am Wortanfang: a, i, u (je nach Aussprache) |
| ب        | be           | b                                                         | [b]                      | b                                               | b                                              |
| پ        | pe           | p                                                         | [p]                      | p                                               | p                                              |
| ت        | te           | t (plosiver Dental)                                       | [t̪]                      | t                                               | t                                              |
| ٹ        | ṭe           | t (retroflex)                                             | [ʈ]                      | ṭ                                               | ṭ                                              |
| ث        | se           | scharfes s Nur in arabischen Wörtern.                     | [s]                      | s̱                                               | s̤                                              |
| ج        | jīm          | dsch                                                      | [dʒ]                     | j                                               | j                                              |
| چ        | ce           | tsch                                                      | [tʃ]                     | c                                               | c                                              |
| ح        | baṛī he      | h Nur in arabischen Wörtern.                              | [h]                      | ḥ                                               | h                                              |
| خ        | xe           | ch in Bach Nur in Lehnwörtern.                            | [x]                      | ẖ                                               | x, kh                                          |
| د        | dāl          | d (plosiver Dental)                                       | [d̪]                      | d                                               | d                                              |
| ڈ        | ḍāl          | d (retroflex)                                             | [ɖ]                      | ḍ                                               | ḍ                                              |
| ذ        | zāl          | weiches s Nur in arabischen Wörtern.                      | [z]                      | ẕ                                               | ẓ                                              |
| ر        | re           | Zungen-R                                                  | [r]                      | r                                               | r                                              |
| ڑ        | aṛe          | Zungen-R (retroflex)                                      | [ɽ]                      | ṛ                                               | ṛ                                              |
| ز        | ze           | weiches s Nur in Lehnwörtern.                             | [z]                      | z                                               | z                                              |
| ژ        | zhe          | weiches sch Nur in persischen und englischen Wörtern.     | [ʒ]                      | ž                                               | ż                                              |
| س        | sīn          | scharfes s                                                | [s]                      | s                                               | s                                              |
| ش        | schīn        | sch                                                       | [ʃ]                      | š                                               | ś                                              |
| ص        | sād, suād    | scharfes s Nur in arabischen Wörtern.                     | [s]                      | ṣ                                               | s                                              |
| ض        | zād, zuād    | weiches s Nur in arabischen Wörtern.                      | [z]                      | z̤                                               | z                                              |
| ط        | toe          | t Nur in arabischen Wörtern.                              | [t]                      | t̤                                               | t̤                                              |
| ظ        | zoe          | weiches s Nur in arabischen Wörtern.                      | [z]                      | ẓ                                               | z̤                                              |
| ع        | ‘ain         | stumm, verändert kurze Vokale. Nur in arabischen Wörtern. | [ɑ], [ʔ], [ə], [-]       | ʿ                                               | ʿ                                              |
| غ        | ghain        | Zäpfchen-R Nur in Lehnwörtern.                            | [ɣ]                      | ġ                                               | ġ                                              |
| ف        | fe           | f Nur in Lehnwörtern.                                     | [f]                      | f                                               | f                                              |
| ق        | qāf          | k, q Nur in arabischen Wörtern.                           | [q]                      | q                                               | q                                              |
| ک        | kāf          | k                                                         | [k]                      | k                                               | k                                              |
| گ        | gāf          | g                                                         | [g]                      | g                                               | g                                              |
| ل        | lām          | l                                                         | [l]                      | l                                               | l                                              |
| م        | mīm          | m                                                         | [m]                      | m                                               | m                                              |
| ن        | nūn          | n                                                         | [n]                      | n                                               | n                                              |
| ں        | nūn ġunna    | Nasalierung                                               | [˜]                      | ṉ                                               | ˜ (Tilde über dem nasalen Vokal)               |
| و        | vā'o         | w, v, Vokale                                              | [v], [u], [ʊ], [o], [ow] | v, ū, o                                         | v, o, ū, au (je nach Aussprache)               |
| ہ ,ﮩ ,ﮨ  | choṭī he     | h                                                         | [h], [-] Wortende: [ɑ]   | h                                               | h, am Wortende: a                              |
| ھ        | do cashmī he | Behauchung von Konsonanten                                | [ʰ], [ʱ]                 | h                                               | h                                              |
| ء        | hamzah       | Stimmabsatz; trennt zwei Vokale voneinander, sonst stumm  | [ʔ], [-]                 | ʾ                                               | ʾ                                              |
| ی        | choṭī ye     | j, Vokale e, i                                            | [j], [i], [e], [ɛ]       | y, ī                                            | y, ī (je nach Aussprache)                      |
| ے        | baṛī ye      | Vokal e, ä                                                | [eː], [æ]                | e                                               | e, ai (je nach Aussprache)                     |

## Sprachbeispiel
Allgemeine Erklärung der Menschenrechte, Artikel 1:
تمام انسان آزاد اور حقوق و عزت کے اعتبار سے برابر پیدا ہوئے ہیں۔ انہیں ضمیر اور عقل ودیعت ہوئی ہے۔ اس لئے انہیں ایک دوسرے کے ساتھ بھائی چارے کا سلوک کرنا چاہئے۔

Tamām insān āzād aur ḥuqūq-o ʿizzat ke ėʿtibār se barābar paidā hū'e haiṅ. Inheṅ żamīr aur ʿaql vadīʿat hū'ī hai. Is li'e inheṅ ek dūsre ke sāth bhā'ī čāre kā sulūk karnā čāhi'e.
Alle Menschen sind frei und gleich an Würde und Rechten geboren. Sie sind mit Vernunft und Gewissen begabt und sollen einander im Geist der Brüderlichkeit begegnen.

## Weiterführende Literatur
- Bailey, T. Grahame. „Urdu: the Name and the Language.“ Journal of the Royal Asiatic Society 62.2 (1930): 391-400. Geschichte des Faches in englischer Sprache